# Ломонако, Себастьян
Себастьян Ариэль Ломонако (исп. Sebastián Ariel Lomonaco; род. 17 сентября 1998, Авельянеда, Буэнос-Айрес) — аргентинский футболист, нападающий клуба «Унион Ла-Калера».

## Клубная карьера
Ломонако начал профессиональную карьеру в клубе «Арсенал» из Саранди. 18 декабря 2016 года в матче против «Велес Сарсфилд» он дебютировал в аргентинской Примере. 23 февраля 2018 года в поединке против «Олимпо» Себастьян забил свой первый гол за «Арсенал». По итогам сезона клуб вылетел в Примеру B, но он остался в команде и через год помог ей вернуться в элиту. Летом 2019 года Ломонако перешёл в «Годой-Крус». 14 сентября в матче против «Архентинос Хуниорс» он дебютировал за новый клуб.  

## Международная карьера
В 2019 году Ломонако в составе олимпийской сборной Аргентины стал победителем Панамериканских игр в Перу. На турнире он сыграл в матчах против команд Эквадора, Мексики, Панамы и Уругвая. В поединке против панамцев Себастьян забил гол.

## Достижения
Международные
Аргентина (до 23)
- Победитель Панамериканских игр — 2019